# カリウムミョウバン
カリウムミョウバン（英: potassium alum）とはミョウバンの一種で、カリウムイオン、水和アルミニウムイオンおよび硫酸イオンを含む複塩である。ミョウバン参照。

## 概要
硫酸カリウムアルミニウムともいう。硫酸アルミニウムと硫酸カリウム水溶液を当量反応させると生成する複塩の結晶。
{\displaystyle {\ce {{Al2(SO4)3}+{K2SO4}+24H2O->2AlK(SO4)2\cdot 12H2O}}}
アルミニウムを水酸化カリウムに溶かして硫酸を加えても生成する。
{\displaystyle {\ce {{2Al}+ {2KOH}+ 6H2O -> {2K[Al(OH)4]}+ 3H2}}}
{\displaystyle {\ce {{K[Al(OH)4]}+{2H2SO4}+8H2O->AlK(SO4)2\cdot 12H2O}}}
十二水和物の結晶は[Al(H2O)6]3+ を含み、また6個の H2O に K+が囲まれている。十二水和物は水に対して吸熱的に溶解するため溶解度の温度依存性が大きく、再結晶により正八面体型の大結晶が得られる。64.5℃で9個の結晶水を失い、200℃では無水物となる。無水物は焼明礬と呼ばれる。
媒染剤、なめし剤として用いられる。また血液凝固性があるので止血剤にも用いられる。